# Música da Noruega
A música da Noruega tem suas raízes numa autêntica cultura folclórica, especialmente no que se refere às danças, como a slaater, que é executada ao som do hardanger fiddle, instrumento típico do país. Outras danças incluem a haling, a springar e a gangar.
A Noruega iniciou uma tradição nacional de música erudita no século XIX, com o violinista Ole Bull, que regeu a primeira orquestra do país. O romantismo norueguês produziu nomes notórios como Rikard Nordraak e aquele que é considerado o compositor escandinavo mais famoso de todos, Edvard Grieg. Contemporâneos notórios de Grieg incluem Johan Svendsen e Christian Sinding.
Nascido no final do século XIX, Bjarne Brustad, influenciado por Béla Bartók e Paul Hindemith, iniciou um movimento moderno que seria coroado por Harald Saeverud e Fartein Valen, dois dos nomes mais importantes da música norueguesa do século XX. Outros nomes notórios da era pós-Grieg incluem Finn Mortensen, Egil Hovland  e Edvard Fliglet Braein.